# Панурьяс
Дими́триос «Панурья́с» Ксиро́с (греч. Δημήτριος «Πανουργιάς» Ξηρός, 1759 или 1767, Дремиса — 1834, Амфиса) — герой Греческой революции 1821 года.

## История

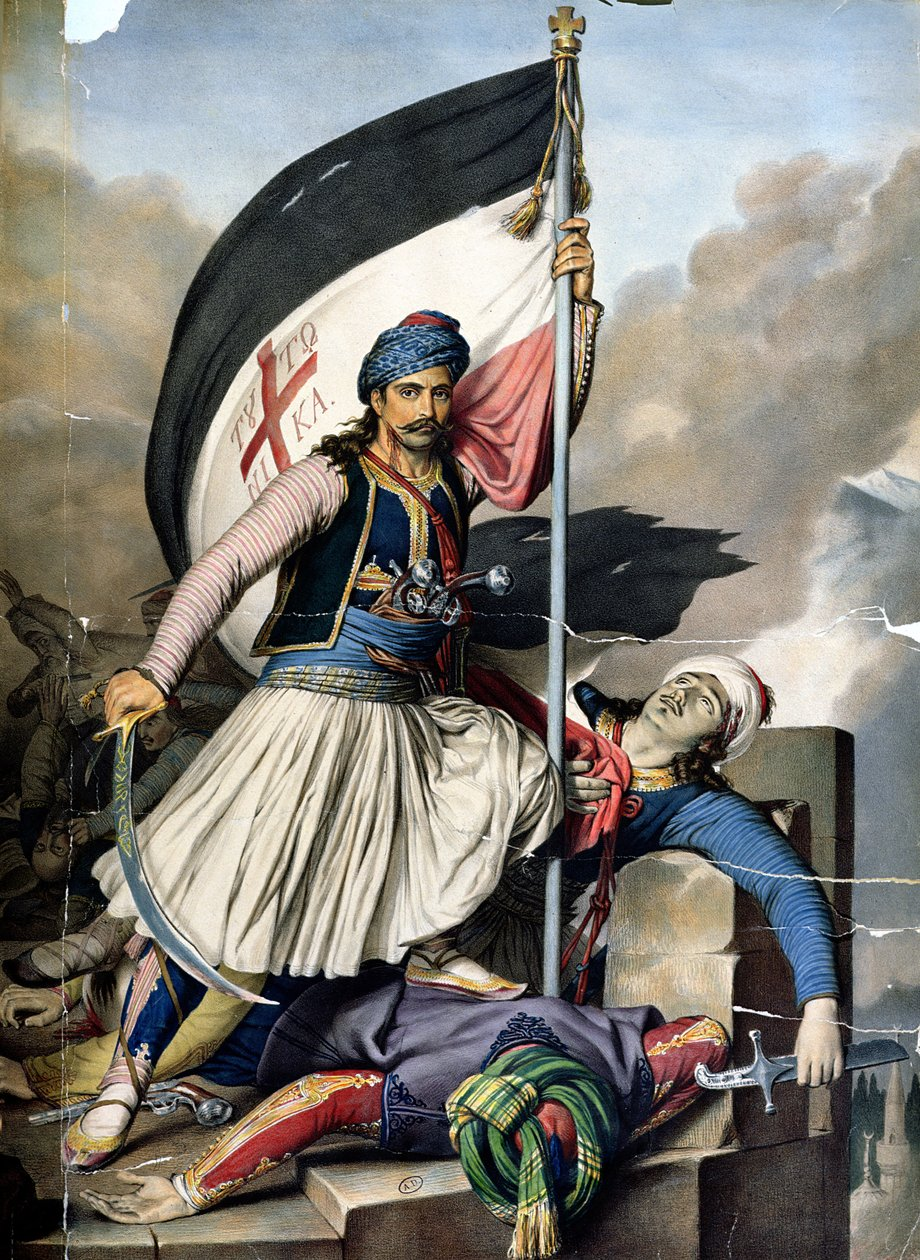
Луи Дюпре. Грек водружает знамя на стенах Салоны

Родился в Дремисе в Фокиде. Считается, что родился в 1759 году. По Иоаннису Филимону родился в 1767 году. С 16 лет был арматолом области Салоны (Амфисы), жил с 1817 до 1820 год в Янине, которую контролировал Али-паша Тепеленский. В 1820 году он вернулся в Амфису, где он организовал небольшой революционный орган, убедил кодзабасов (тур. kocabaşı, сельских старост) поддержать в марте 1821 года начатую в Галаксидионе Революцию, набрал отряд молодых и смелых мужчин и 26 марта выступил с ним из Галаксидиона на Амфису. 27 марта повстанцы заняли Амфису, а 10 апреля им сдался замок Амфисы, в котором укрылись турки. 8 мая участвовал в битве при Гравье, а в августе, вместе с сыном Накосом, в сражении при Василике. В ноябре он отправился в Месолонгион в качестве представителя Собрания Восточной Греции, а затем отправился на Пелопоннес на Национальное собрание в Неа-Эпидавросе (Пьяде), в январе 1822 года способствовал захвату Акрокоринфа. В марте снова вернулся в Центральную Грецию и в июне 1823 пытался безуспешно противостоять Юсуф-паше Беркофчали (тур. Yusuf Paşa (Berkofçali), ум. 1826). В гражданской войне 1825 года проявил мудрость и патриотический дух. Безуспешно пытался спасти Одиссея Андруцоса. Умер Панурьяс 4 августа 1834 года в Амфисе.
В 1915 году деревня Дремиса переименована в Панурьяс.